# Cachoeirinha (Wagner)

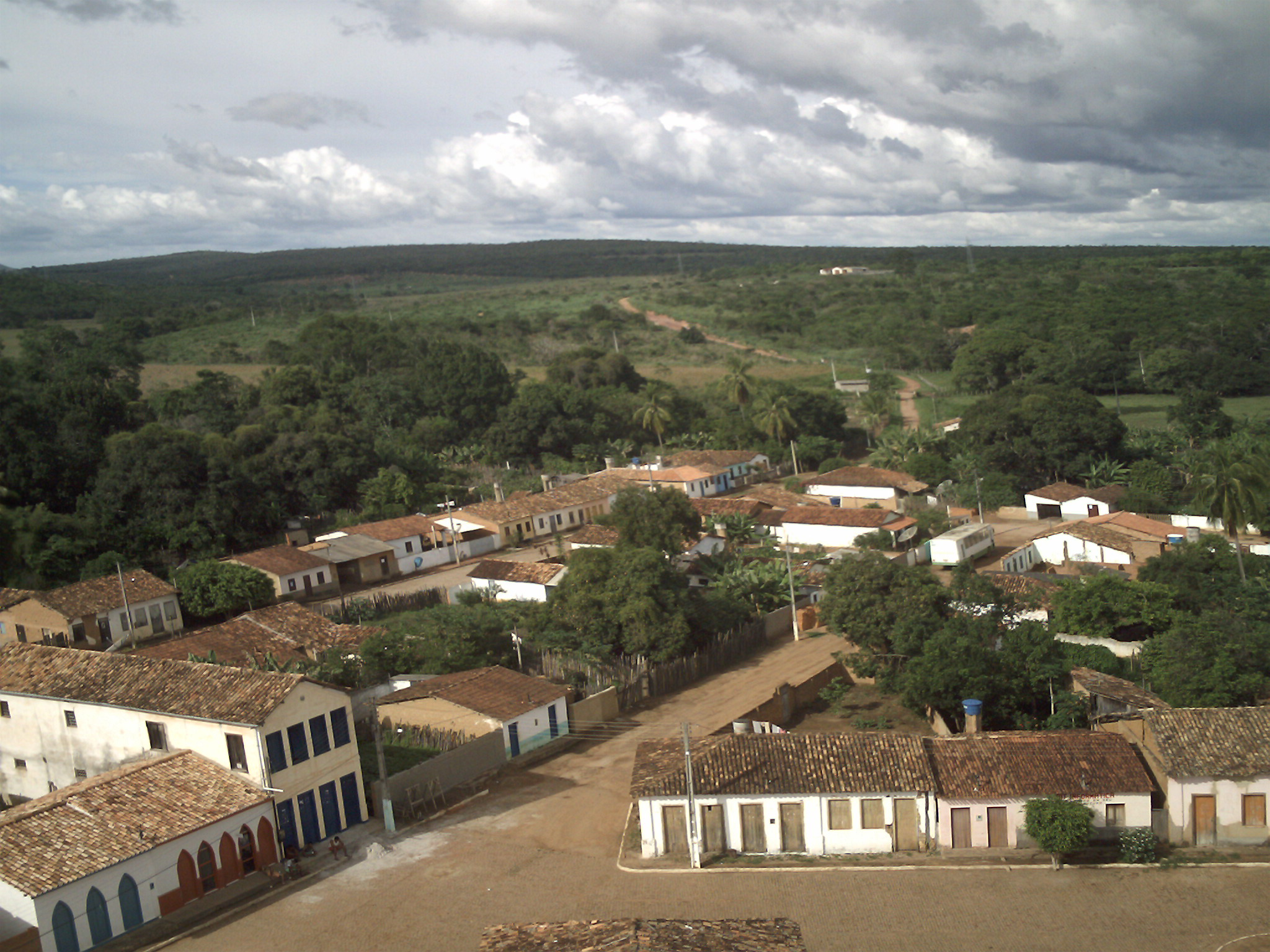
Centro histórico do distrito de Cachoeirinha

Cachoeirinha é um povoado no município baiano de Wagner, situado às margens do rio de Cachoeirinha que dista 13 quilômetros da sede municipal com acesso através da BA-856. Sua população estimada (ano 2008) é de 700 habitantes. Lugar de importância histórica por por ter feito parte da rota da mineração na Chapada Diamantina na segunda metade do século XIX sobretudo na exploração de carbonado (espécie de diamante). A denominação Cachoeirinha se deu pela Resolução Municipal de 1889.
Em 1906, nas imediações do povoado,  foi criada uma escola secundária rural, o Instituto Ponte Nova, por missionários presbiterianos. Posteriormente, foi criado também, nas proximidades do colégio, um hospital, o Grace Memorial Hospital. Em torno desses equipamentos, organiza-se um novo núcleo urbano, que viria a se tornar mais tarde a sede do município, enquanto o povoado de Cachoeirinha permaneceu estagnado.

## História
Situada às margens do caminho que ficou conhecido como Estrada Real - que se estendia desde Paraty, no sul do Rio de Janeiro, até Jacobina, no norte da Bahia - Cachoeirinha foi um grande celeiro de hortifrutigranjeiros  no período colonial do Brasil e abastecia os garimpeiros das cidades vizinhas, como Lençóis e Palmeiras. Servia também de pouso para  comerciantes, tropeiros e garimpeiros que se dirigiam à Chapada Diamantina. A região foi palco de disputas políticas-partidárias, no período do coronelismo no Brasil, entre a família Sá e  a família Mattos, ambas em busca de hegemonia na região e de prestígio  junto ao governo do Estado.
No final do século XIX, a Cachoeirinha, assim como todo o Nordeste do Brasil, foi atingida por uma grande seca. Nessa ocasião, seus habitantes foram socorridos por um fazendeiro e engenheiro, de origem alemã, conhecido por Franz Wagner. Para  homenageá-lo, o antigo nome do povoado, Cachoeirinha, foi substituído por Wagner. Mais tarde o nome de Wagner seria atribuído ao novo núcleo urbano, conhecido até então como Ponte Nova, que se organizara em torno do colégio e do hospital, às margens do rio Utinga.

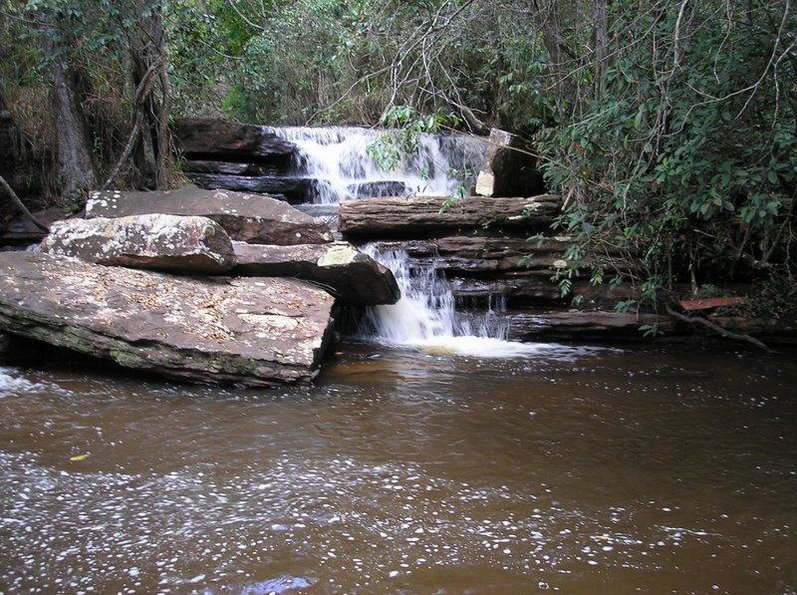
Cachoeira do Pilão, no distrito de Cachoeirinha
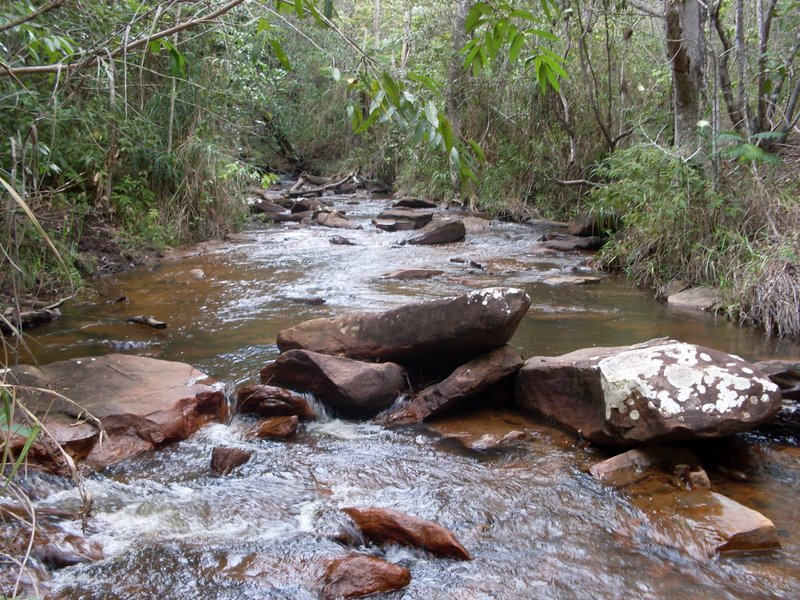
Curso d'água no distrito de Cachoeirinha
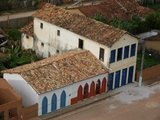
Centro histórico  de Cachoeirinha
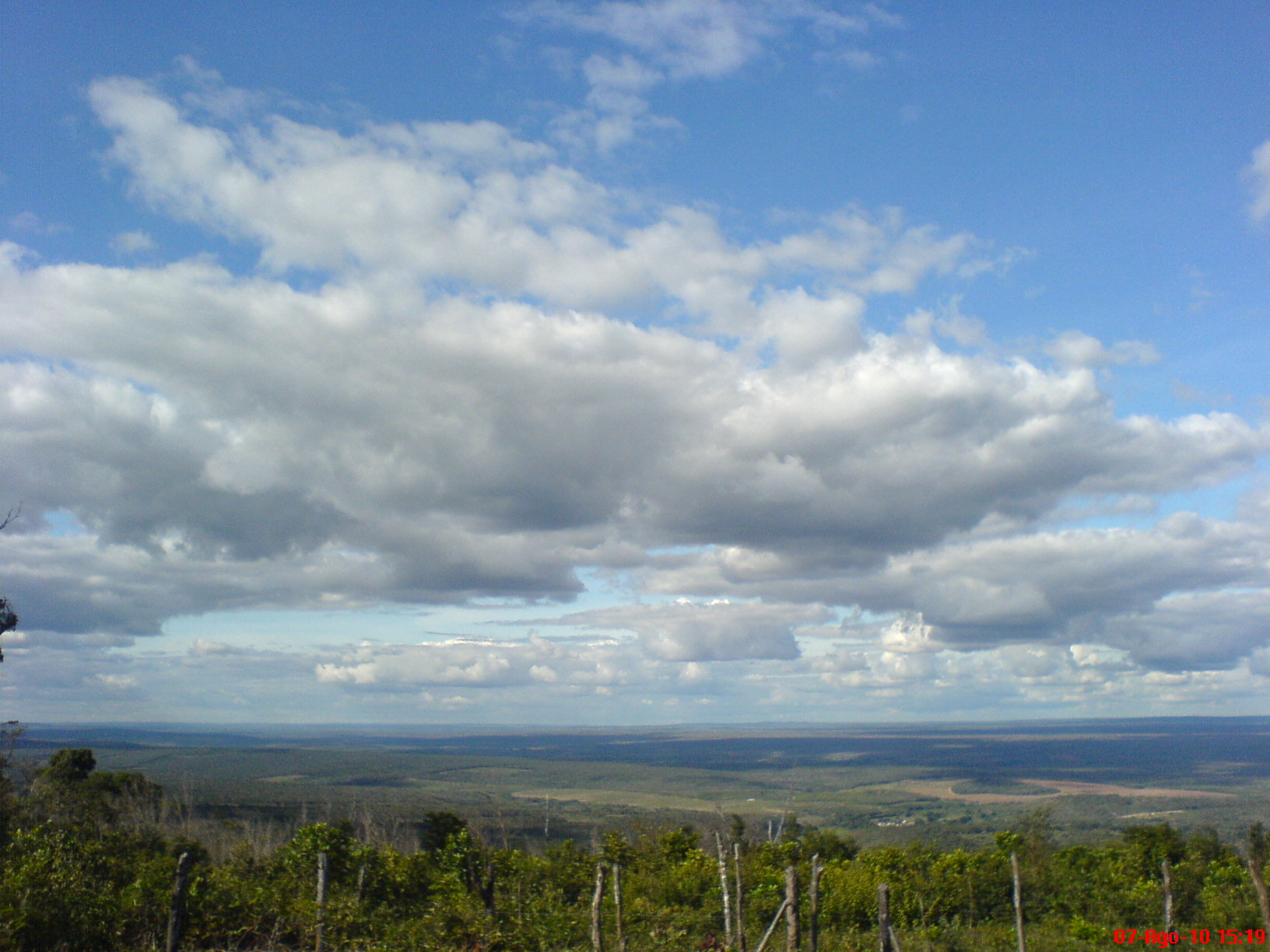
Vista do distrito de Cachoeirinha
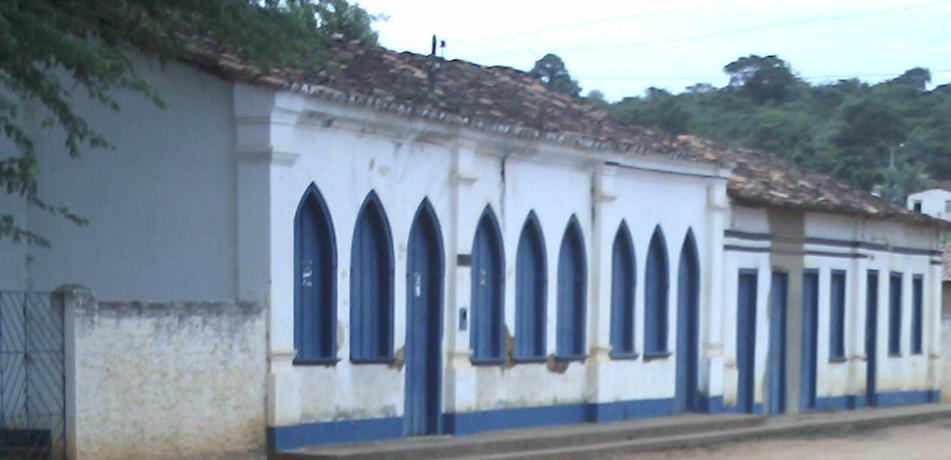
Hospital de Cachoeirinha